# Universidad Comunista del Este

Escudo de la URSS (1922-1991)

La Universidad Comunista de los Trabajadores de Oriente o KUTV (Ruso: Коммунистический университет трудящихся Востока o КУТВ; también conocida como la Universidad del Extremo Oriente) fue establecida el 21 de abril de 1921 en Moscú por la Internacional Comunista (Komintern) como universidad de entrenamiento para los cuadros comunistas en el mundo colonial. La escuela oficialmente abrió el 21 de octubre de 1921. Realizaba una función similar a la Escuela Internacional Lenin, la cual aceptaba principalmente estudiantes de Europa y América. En sus primeros años estaba encabezada por Karl Rádek, quien fue luego purgado del Partido Comunista de la Unión Soviética. El curriculum contaba con materias teóricas y prácticas, incluyendo la teoría marxista, organización y propaganda del partido, ley y administración, teoría y tácticas de la revolución del proletariado, problemas de la construcción socialista, y la unión de la organización del comercio.
La KUTV tuvo ramas regionales en Bakú (ahora en Azerbaiyán), Irkutsk, y Taskent (ahora en Uzbekistán). La Universidad publicó Oriente Revolucionario (Революционный Восток).
Comunistas prominentes que estudiaron en la KUTV incluyen a, entre otros: 
- Chiang Ching-kuo, Presidente de la República de China.
- Liu Shaoqi, presidente de la República Popular China y fundador del Partido Comunista de China.
- Deng Xiaoping, presidente de la República Popular China.
- Hồ Chí Minh, líder comunista de Vietnam, destacado líder guerrillero que falleció en 1969.
- Nazım Hikmet, poeta turco.
- Khalid Bakdash, secretario general del Partido Comunista Sirio desde 1936 hasta 1995.
- Fahd, secretario del Partido Comunista Iraquí desde 1941 hasta 1949.
- Nikolaos Zachariadis, secretario general del Partido Comunista de Grecia entre 1931 y 1956.
- Hasán Israílov, insurrecto checheno.
- Harry Haywood, conductor afrodescendiente miembro del Partido Comunista de Estados Unidos.
- Manabendra Nath Roy, ayudó a los partidos comunistas de México y la India.
- Sen Katayama, del CPUSA y el Partido Comunista Japonés.
- Tan Malaka, del Partido Comunista de Indonesia.
- Sultán Ghalíev, del Congreso Nacional Comunista Musulmán.
- Salchak Toka, funcionario del gobierno de la República Popular de Tannu Tuvá.
- Crisanto Evangelista, fundador del Partido Comunista de Filipinas-1930.

La KUTV cerró a finales de la década de 1930. Estas tareas fueron transferidas a otras instituciones locales más pequeñas en las variadas repúblicas soviéticas.